# Référendum sur l'indépendance de la Lituanie
 (août 2025).

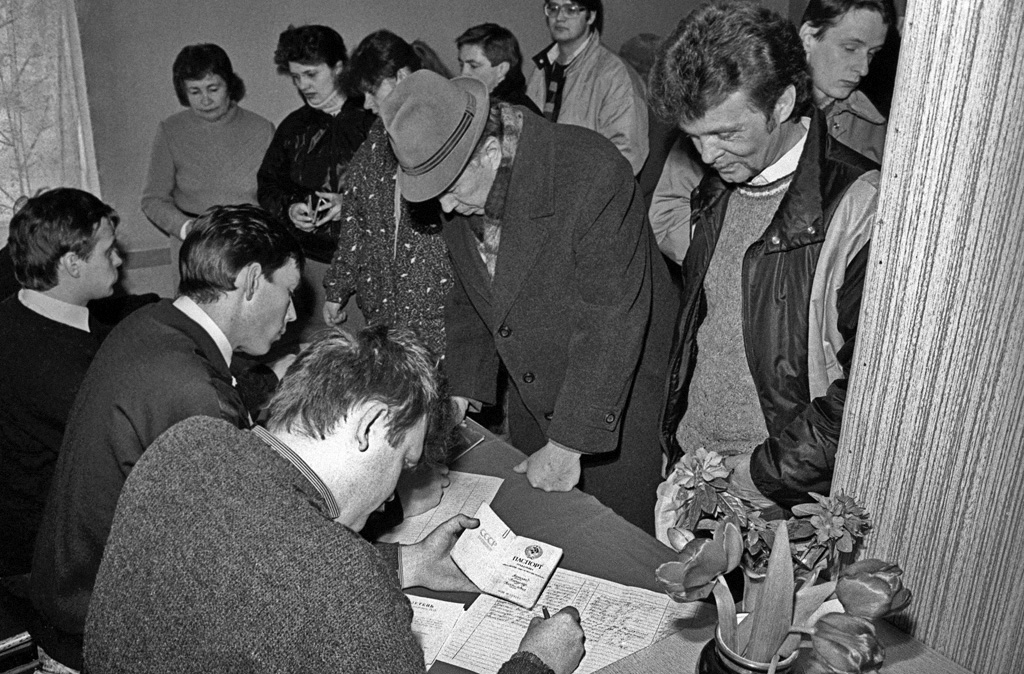
Un bureau de vote en Lituanie le jour du référendum de 1991.

Le référendum lituanien de 1991 est un référendum en Lituanie, ayant eu lieu le 9 février 1991. Le référendum propose l'indépendance de la Lituanie par rapport à l'Union soviétique. Le référendum a eu lieu le même joueur que le  et trois semaines avant le référendum sur l'indépendance de l'Estonie et le référendum sur l'indépendance de la Lettonie.
Le référendum a un taux de participation de 84,7 % avec 2 247 810 votants pour un corps électoral de 2 652 738 personnes. 93,2 %[réf. nécessaire] des votants ont répondu favorablement à la question posée soit 2 028 339 personnes. 6,8 % des votants se sont opposés à la question posée soit 147 040 personnes.